# Rijswijk

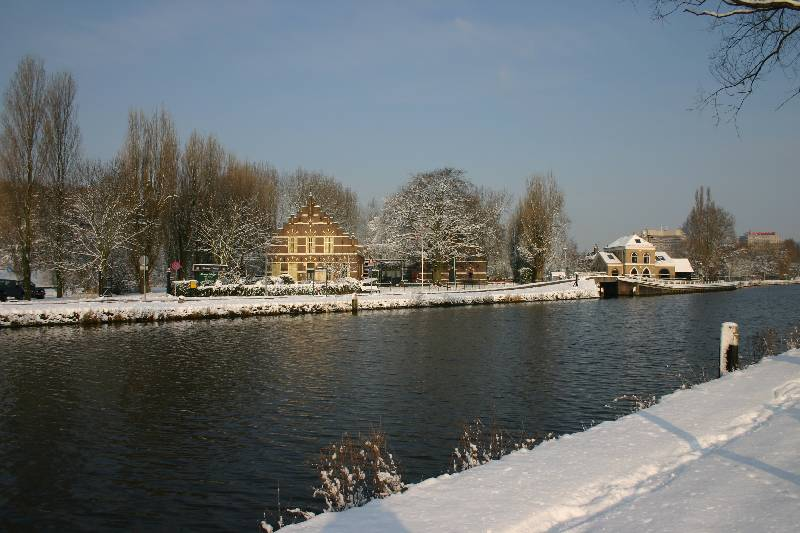
Calle Jaagpad en Rijswijk.

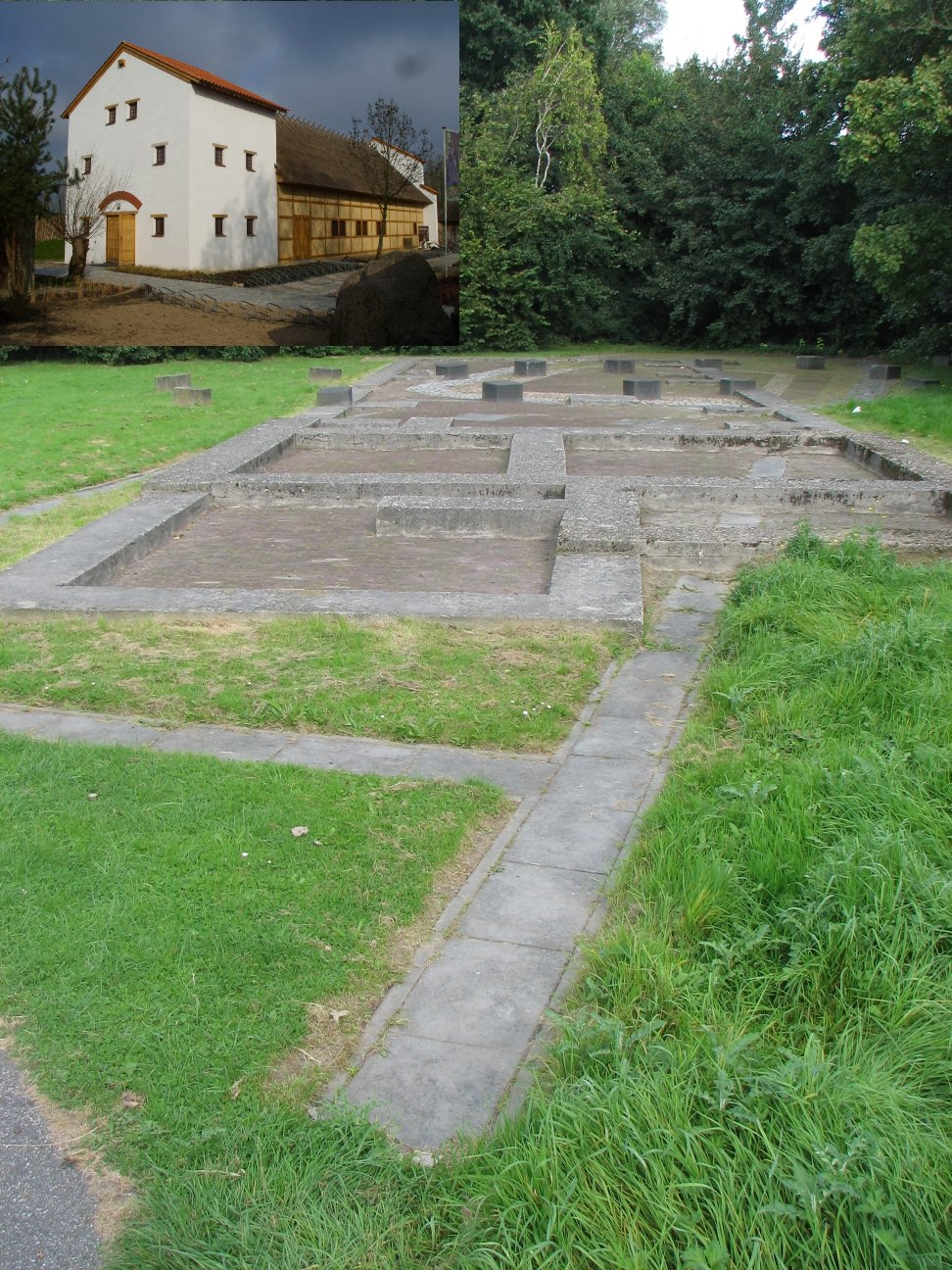
Cimientos del asentamiento de los cananefates en Tubasingel, marcados con piedras. También se marcan las diferentes fases de la construcción. Recuadro, posible reconstrucción de la factoría romana al estilo de una villa romana pero adaptada a la zona.

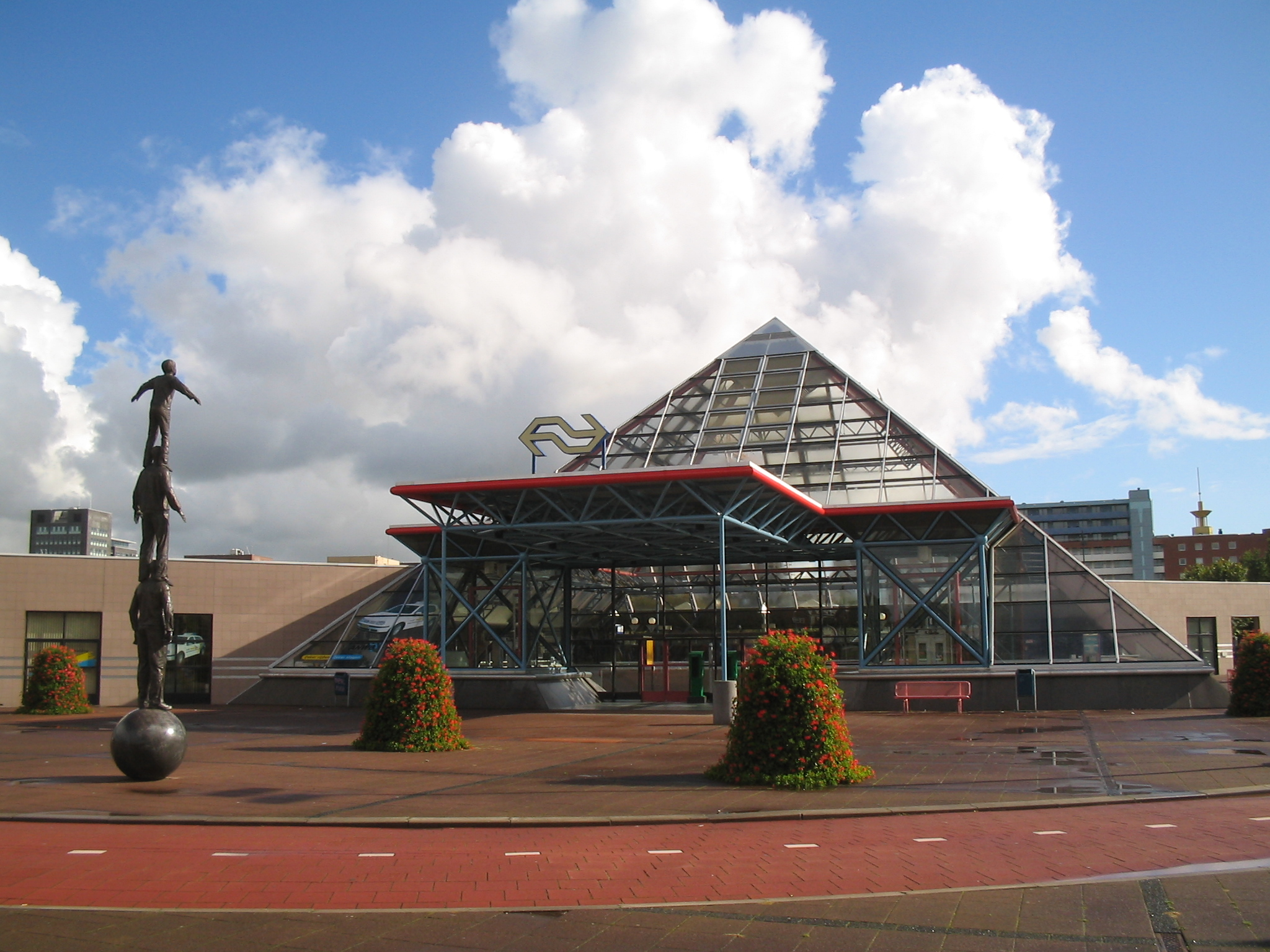
Rijswijk: Entrada a la estación subterránea de ferrocarril.

Rijswijk (pronunciado [ˈrɛisʋɛik]) es una ciudad, y también un municipio, de los Países Bajos, en la provincia de Holanda Meridional, adyacente a La Haya. Su población total es de 47 410 habitantes (2005).

## Historia
Los primeros asentamientos en el área de Rijswijk se remontan a 5500 años atrás. Diversas excavaciones han demostrado que estaba habitada lo que por aquel entonces era una zona de dunas. 
Los romanos conquistaron en el año 12 a. C. la región habitada por la tribu de los cananefates hasta el Viejo Rin y fundaron el Forum Hadriani en lo que hoy es Voorburg. El paisaje debió de estar parcelado, al estilo del yacimiento, a menudo destinado a la producción de bienes agrícolas y artesanales, y en relación comercial directa o indirecta con el Forum Hadriani. Se sospecha que el actual Churchilllaan fue la ubicación de la Fossa Corbulonis, canal de conexión entre el Viejo Rin y el estuario del río Mosa que se excavó a partir del año 47. Paralelo a este canal existía una calzada romana. En 1963 se encontró un miliario en el territorio de Rijswijk con el nombre de esta ubicación. Parte de un segundo miliario se excavó en 2005 en la esquina de Churchilllaan y Huis te Landelaan. La presencia de una calzada romana fue confirmada en 1996 por el descubrimiento de cuatro miliarios en el Wateringse Veld.
Se han realizado hallazgos en varios lugares de Rijswijk que indican un asentamiento durante este tiempo, y en 1967 se excavó un extenso asentamiento agrícola indígena de la época romana en Tubasingel, que en su fase final data probablemente del siglo III. 
Inicialmente se trataba de un edificio con tradición local, de madera y caña, la granja de una familia de los cananefates que se ha ido modificando desde su primera ocupación en el año 25. El edificio tuvo que ser reconstruido y ampliado con frecuencia. En el año 125 se reconstruyó el edificio al estilo de los romanos de la época de Adriano, y a finales del siglo II se reconvirtió al estilo de una villa romana adaptada al estilo y las condiciones climáticas de la zona, incluyendo parte de su construcción en piedra, baldosas y un sistema de hypocaustum. Ver recuadro.  A la entrada del museo de Archeon en Alphen aan den Rijn, se ha reconstruido esta granja-factoría un poco más grande (120% y 5 metros más) y alberga la Casa de Arqueología de Holanda Meridional. Los hallazgos de hierro y escorias de forja en el yacimiento indican que se han trabajado los metales.
Con la salida de los romanos en el siglo IV, el área quedó desocupada probablemente, al no encontrarse hallazgos arqueológicos en el período de la Alta Edad Media. El origen del pueblo de Rijswijk como tal se remonta a 800 años atrás. Su historia viene ligada a las casas de campo y propiedades que la aristocracia y las familias acomodadas poseían en la zona.
Una de ellas, la Huis ter Nieuwburg, es conocida porque en ella tuvo lugar la firma de la Paz de Rijswijk en 1697, que puso fin a la guerra de los Nueve Años que los Países Bajos mantuvieron con Francia.
Hasta 1900 Rijswijk no es más que un pueblo agrícola que fue convirtiéndose en ciudad a lo largo del siglo XX. Con relativa rapidez, el núcleo original fue ampliado sensiblemente con la construcción de nuevos barrios, y hoy en día su término municipal está altamente urbanizado. Más recientemente, en los terrenos del aeródromo de Ypenburg, comenzó a construirse un nuevo barrio con el mismo nombre. No obstante, este terreno en concreto fue anexionado a La Haya en 2002.
En Rijswijk tienen sede el Biomedical Primate Research Centre y la Oficina Europea de Patentes (EPO)